# Hipposideros scutinares
Hipposideros scutinares is een vleermuis uit het geslacht Hipposideros die voorkomt in het midden van Laos en Vietnam. Samen met H. lylei en H. pratti behoort deze soort tot de H. pratti-groep. De soortnaam is afgeleid van de Latijnse woorden scutum (schild) en nares (neusgaten) en betekent dus "schildneus", wat slaat op de vorm van het neusblad.
Hipposideros scutinares is een grote bladneusvleermuis met grote oren. De rugvacht is bruinachtig, de buikvacht roodbruin. De vorm van het neusblad verschilt van die van andere soorten. Voor echolocatie wordt een frequentie van ruim 63 kHz gebruikt. De voorarmlengte bedraagt 77,9 tot 82,7 mm, de staartlengte 50,4 tot 59,3 mm, de oorlengte 27,6 tot 29,4 mm, de achtervoetlengte 15,0 tot 18,8 mm, de schedellengte 30,0 tot 31,3 mm en de breedte van het neusblad 9,7 tot 10,3 mm.
Hipposideros abae · Himalayarondbladneus (Hipposideros armiger) · Hipposideros ater · Hipposideros beatus · Hipposideros bicolor · Hipposideros boeadii · Hipposideros breviceps · Gewone rondbladneus (Hipposideros caffer) · Hipposideros calcaratus · Hipposideros camerunensis · Hipposideros cervinus · Hipposideros cineraceus · Reuzenrondbladneus (Hipposideros commersoni) · Hipposideros coronatus · Hipposideros corynophyllus · Hipposideros coxi · Hipposideros crumeniferus · Hipposideros curtus · Hipposideros cyclops · Hipposideros demissus · Hipposideros diadema · Hipposideros dinops · Hipposideros doriae · Hipposideros durgadasi · Hipposideros dyacorum · Hipposideros edwardshilli · Hipposideros fuliginosus · Hipposideros fulvus · Hipposideros galeritus · Hipposideros gigas · Hipposideros grandis · Hipposideros halophyllus · Hipposideros hypophyllus · Hipposideros inexpectatus · Hipposideros inornatus · Jonesrondbladneus (Hipposideros jonesi) · Hipposideros khaokhouayensis · Hipposideros khasiana · Hipposideros lamottei · Hipposideros lankadiva · Hipposideros larvatus · Hipposideros lekaguli · Hipposideros lylei · Hipposideros macrobullatus · Hipposideros madurae · Hipposideros maggietaylorae · Hipposideros marisae · Hipposideros megalotis · Hipposideros muscinus · Maleise rondbladvleermuis (Hipposideros nequam) · Hipposideros obscurus · Hipposideros orbiculus · Hipposideros papua · Hipposideros pelingensis · Hipposideros pomona · Hipposideros pratti · Hipposideros pygmaeus · Hipposideros ridleyi · Hipposideros rotalis · Hipposideros ruber · Hipposideros scutinares · Hipposideros semoni · Hipposideros sorenseni · Schneiders rondbladneus (Hipposideros speoris) · Hipposideros stenotis · Hipposideros sumbae · Hipposideros thomensis · Hipposideros turpis · Hipposideros vittatus · Hipposideros wollastoni